# 帕特里克·德怀尔
帕特里克·德怀尔（英語：Patrick Dwyer，1977年11月3日—），澳大利亚男子田径运动员。他曾代表澳大利亚参加2000年和2004年夏季奥林匹克运动会田径比赛，其中2004年奥运会获得一枚银牌。